# Аверешть (Васлуй)
Аверешть, Аверешті (рум. Averești) — село у повіті Васлуй в Румунії. Адміністративний центр комуни Бунешть-Аверешть.
Село розташоване на відстані 300 км на північний схід від Бухареста, 26 км на північний схід від Васлуя, 51 км на південний схід від Ясс.

## Населення
За даними перепису населення 2002 року у селі проживали 324 особи, усі — румуни. Усі жителі села рідною мовою назвали румунську.